# حنان جرار
حنان نعيم أمين جرار (وُلدت في 14 فبراير 1975 في جنين) دبلوماسية فلسطينية تشغل منصب سفيرة سفارة دولة فلسطين لدى جنوب إفريقيا منذ 28 يناير 2020.

## التحصيل العلمي
حصلت من جامعة بيرزيت على درجة البكالوريوس في اللغة الإنجليزية وآدابها ودرجة الدبلوم في الترجمة، ولاحقًا درجة الماجستير في العلاقات الدولية عام 2015.

## الحياة العملية
بدأت جرار حياتها العملية عام 1997 عندما عملت مع دائرة العلاقات القانونية والدولية بمنظمة التحرير الفلسطينية، ثم انتقلت للعمل في وزارة شؤون المرأة عام 2003. التحقت بوزارة الشؤون الخارجية عام 2009 وتسلمت ملف التعاون الدولي ثم ملف الأمريكيتين والكاريبي وكانت مساعدة الوزير لشؤونهما.
سلمت جرار في 28 يناير 2020 أوراق اعتمادها سفيرةً لدولة فلسطين لدى جنوب إفريقيا. وفي 29 نوفمبر 2020 سلمت أوراق اعتمادها إلى رئيس جمهورية ناميبيا سفيرةً غير مقيمة.
في 30 سبتمبر 2021، قدمت أوراق اعتمادها إلى الملك ليستي الثالث سفيرةً غير مقيمة لدولة فلسطين لدى مملكة ليسوتو. تُعد أول ممثل فلسطيني لدى المملكة.
في 10 مارس 2022، سلّمت أوراق اعتمادها إلى رئيس جمهورية مالاوي سفيرةً غير مقيمة لدولة فلسطين.

## الحياة الشخصية
حنان جرار متزوجة ولها ثلاث أبناء.